# Hampstead (Québec)
Pour les articles homonymes, voir Hampstead.
Hampstead est une ville canadienne du Québec située dans l'agglomération de Montréal et enclavée dans la ville de Montréal. La petite ville cossue, dont le revenu familial annuel est de 156 200 $, a une population de 6 973 habitants en 2016.

## Toponymie
La ville est nommée en l'honneur du quartier londonien de Hampstead.

## Histoire

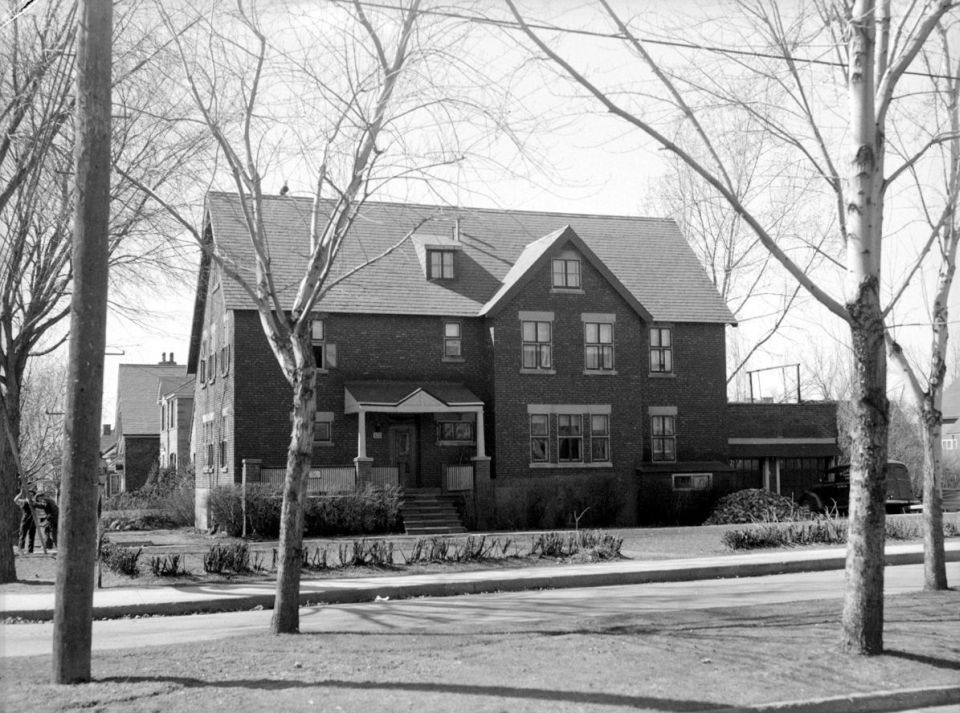
Hôtel de ville de Hampstead en 1943

Elle a été fusionnée à la ville de Montréal du 1er janvier 2002 au 31 décembre 2005 dans le cadre des réorganisations municipales québécoises, puis s'en est séparée à la suite d'un référendum.

## Attraits

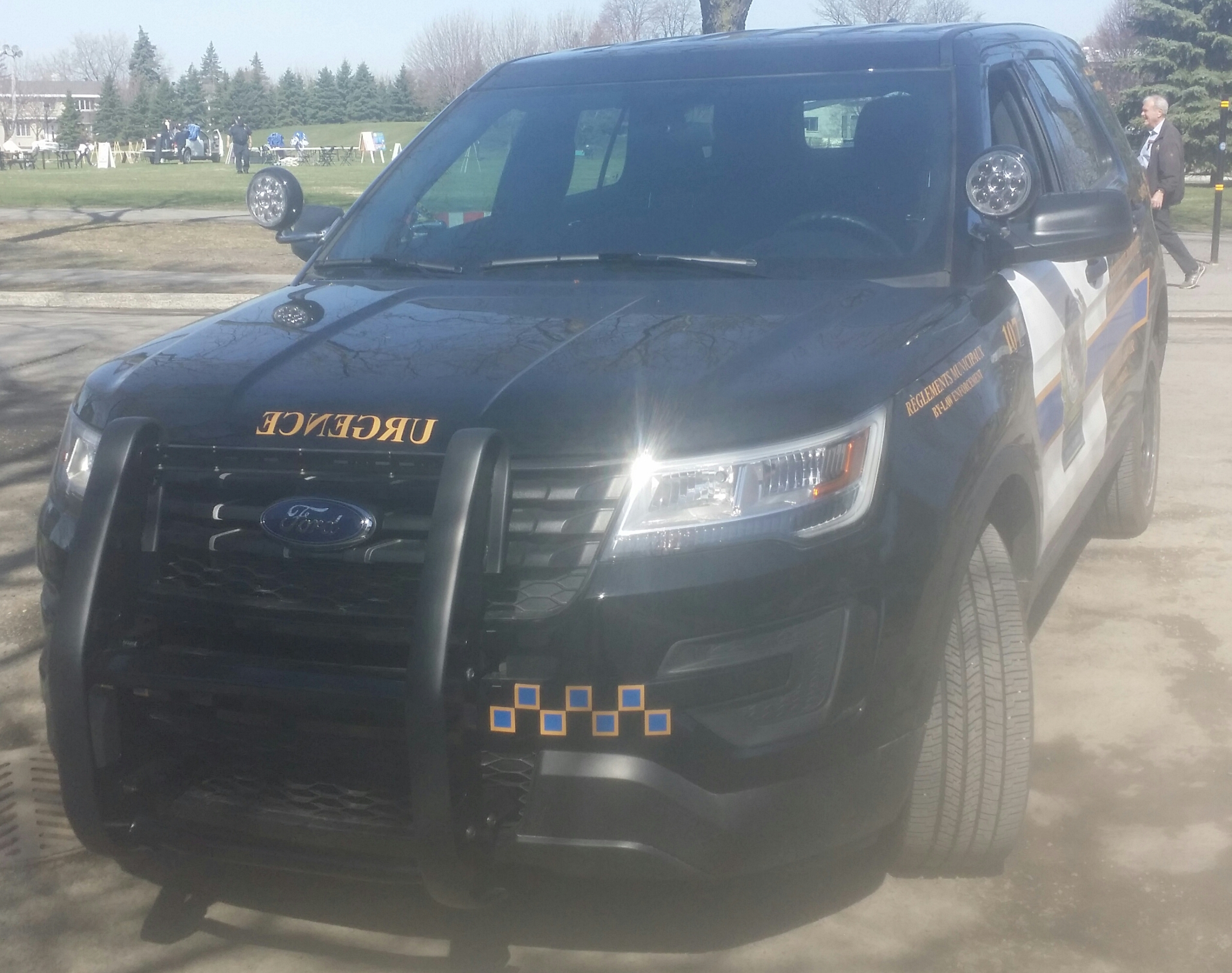
Sécurité Publique d'Hampstead

## Démographie
| 1966  | 1971  | 1976  | 1981  | 1986  | 1991  |
| ----- | ----- | ----- | ----- | ----- | ----- |
| 6 158 | 7 035 | 7 562 | 7 598 | 7 886 | 7 219 |

| 1996  | 2001  | 2006  | 2011  | 2016  | 2021  |
| ----- | ----- | ----- | ----- | ----- | ----- |
| 6 996 | 6 974 | 6 996 | 7 153 | 6 973 | 7 037 |

## Administration
| Période | Période | Identité             | Étiquette | Qualité |
| ------- | ------- | -------------------- | --------- | ------- |
| 2006    | 2021    | William Steinberg    |           |         |
| 1974    | 2001    | Irving. L. Adessky   |           |         |
| 1964    | 1974    | Stuart M. Finlayson  |           |         |
| 1948    | 1964    | Lyman I. Playfair    |           |         |
| 1936    | 1947    | Harland G. Parsons   |           |         |
| 1935    | 1935    | Vincent E. Scully    |           |         |
| 1932    | 1934    | Archibald F. Byers   |           |         |
| 1930    | 1931    | James A. Baillie     |           |         |
| 1928    | 1929    | William S. Lighthall |           |         |
| 1924    | 1927    | James A. Baillie     |           |         |
| 1914    | 1923    | James Baillie        |           |         |

| Hampstead Maires depuis 2005                                                                                         |                   |         |          |
| Élection | Maire             | Qualité | Résultat |
| 2005 | William Steinberg |         | Voir     |
| 2009 | William Steinberg | Voir    |          |
| 2013 | William Steinberg | Voir    |          |
| 2017 | William Steinberg | Voir    |          |
| 2021 | Jeremy Levi       |         | Voir     |
| Élection partielle en italique Depuis 2005, les élections sont simultanées dans toutes les municipalités québécoises |                   |         |          |

### Sources
- Gouvernement du Québec, « Hampstead », Répertoire des municipalités, sur Ministère des Affaires municipales, des Régions et de l'Occupation du territoire
- Commission de toponymie du Québec